# Nährstoffanreicherung (Lebensmittel)
Nährstoffanreicherung ist die Anreicherung von Lebensmitteln mit Mikronährstoffen.

## Ziele
Die Ziele der Nährstoffanreicherung sind laut Weltgesundheitsorganisation:
- Prävention oder Minimierung des Risikos des Auftretens von Mikronährstoffmangel in einer Bevölkerung oder Bevölkerungsgruppe
- Beitrag zur Linderung von Mikronährstoffmangel in einer Bevölkerung oder Bevölkerungsgruppe
- Verbesserung eines Ernährungsstatus, der aufgrund von Ernährungsverhalten suboptimal ist oder werden kann
- Zusatznutzen zur Verbesserung der Gesundheit

## Formen
Nährstoffanreicherung lässt sich unterteilen in
- Massenanreicherung: verpflichtend und auf die Gesamtbevölkerung ausgerichtet.
- Gezielte Anreicherung: verpflichtend oder freiwillig, auf spezifische Gruppen ausgerichtet.
- Marktbasierte Anreicherung: freiwillig und entweder auf die Gesamtbevölkerung oder spezifische Gruppen ausgerichtet.
- weitere Formen

### Massenanreicherung
Bei der Massenanreicherung werden ein oder mehrere Mikronährstoffe gewöhnlichen und vielkonsumierten Lebensmitteln hinzugefügt, wie Getreide oder Milch. Diese Anreicherung wird üblicherweise vom Staat initiiert und reguliert. Massenanreicherung ist die beste Option, wenn die Mehrheit der Bevölkerung einem nicht akzeptablen Mangel ausgesetzt ist. Auch kann Massenanreicherung sinnvoll sein, wenn zwar kein Mangel besteht, aber Nutzen von der Anreicherung zu erwarten ist. Ein Beispiel ist die in Kanada, den Vereinigten Staaten und vielen Staaten Lateinamerikas etablierte Anreicherung von Weizenmehl mit Folsäure, um das Risiko von Geburtsfehlern zu reduzieren.

### Gezielte Anreicherung
Bei der gezielten Anreicherung werden Lebensmittel angereichert, die von bestimmten Bevölkerungsgruppen konsumiert werden, um ihre Versorgung zu erhöhen. Beispiele sind die Vergabe von angereicherten Lebensmitteln an Schulkinder durch Schulprogramme, oder die Versorgung von Flüchtlingen mit angereicherten Lebensmitteln durch das Welternährungsprogramm.

### Marktbasierte Anreicherung
Unternehmen der Lebensmittelindustrie dürfen in gesetzlich festgelegten Rahmen auch Lebensmittel anreichern. Diese Form der Anreicherung ist in den Industrieländern noch relativ stärker verbreitet als in Entwicklungsländern. Angereicherte Lebensmittel stellen eine substanzielle Quelle für Mikronährstoffe wie Eisen und Vitamin A und Vitamin D in der Europäischen Union dar.
Mit der prognostizierten Zunahme der marktbasierten Anreicherung in Entwicklungsländern gehen einige Bedenken einher. Erstens könnten angereicherte Lebensmittel die Ernährungsgewohnheiten verschlechtern, so z. B. den Konsum von Zucker erhöhen und von Ballaststoffen senken. Zweitens könnte ein Mangel an Regulierung in Entwicklungsländern zu einer Überversorgung mit einzelnen Mikronährstoffen führen.

### Weitere Formen
In einigen Ländern werden Methoden entwickelt und getestet, bei denen auf Haushaltsebene Lebensmittel angereichert werden und somit Ähnlichkeiten mit der Supplementation bestehen. Hierzu zählen etwa lösbare Tabletten, Pulver und Brotaufstriche. Diese Methoden sind zwar teuer im Vergleich zur Massenanreicherung, können aber gezielter auf bestimmte Gruppen verabreicht werden, wie Kleinkinder. Auch ist Massenanreicherung nicht immer möglich.
Die Biofortifikation ist die Anreicherung von Grundnahrungsmitteln mithilfe der Pflanzenzucht. Beispiele sind Getreidesorten mit erhöhtem Eisen- oder Betakarotingehalt.